# Partialtide

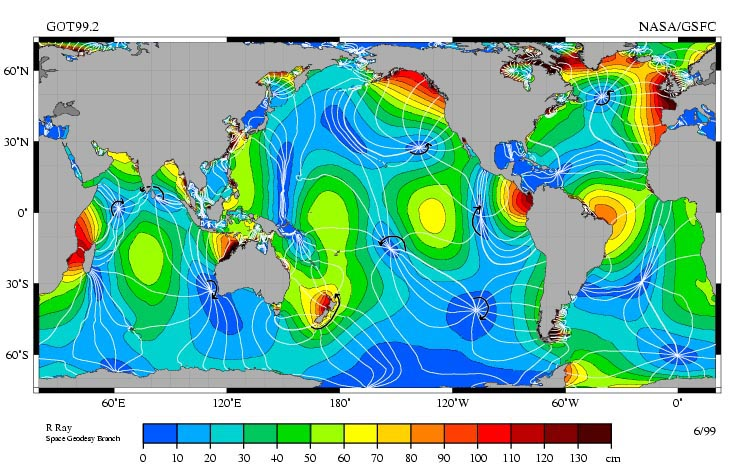
Amplitude der M_{2}-Partialtide in den Weltmeeren. In den amphidromischen Punkten ist die Amplitude null.

Als Partialtiden werden in der Gezeitenkunde die einzelnen harmonischen Schwingungen bezeichnet, die in ihrer Überlagerung die periodisch wiederkehrende Grundlage des Gezeitengeschehens bilden. Die an einem Küstenpegel messbare Höhe von Ebbe und Flut wird letztlich noch zusätzlich z. B. durch Windstau vergrößert oder verkleinert. Beschrieben wird eine Partialtide durch die Amplitude und die Frequenz ihrer Schwingung.
Die vier wichtigsten Partialtiden die den größten Teil des gesamten Tidegeschehens ausmachen sind die halbtägigen Mond- und Sonnentiden und die eintägige Mond- und Deklinationstide. Die acht wichtigsten Partialtiden mit ihren Abkürzungen sind in folgender, nicht abschließenden Tabelle aufgeführt.
| Bezeichnung | Name                                    |
| ----------- | --------------------------------------- |
| M2          | halbtägige Hauptmondtide                |
| S2          | halbtägige Hauptsonnentide              |
| K1          | eintägige Hauptdeklinationstide         |
| O1          | eintägige Hauptmondtide                 |
| N2          | große elliptische Tide 1. Ordnung zu M2 |
| K2          | halbtägige Hauptdeklinationstide        |
| μ2          | große Variationstide zu M2              |
| P1          | eintägige Hauptsonnentide               |